# Фредрік Лееф
Фредрік Лееф  (швед. Fredrik Lööf, 13 грудня 1969) — шведський яхтсмен, олімпійський чемпіон та медаліст.

## Виступи на Олімпіадах
| Олімпіада      | Дисципліна | Місце |
| -------------- | ---------- | ----- |
| Барселона 1992 | Фін        | 5     |
| Атланта 1996   | Фін        | 5     |
| Сідней 2000    | Фін        | 3     |
| Афіни 2004     | Зоряний    | 12    |
| Пекін 2008     | Зоряний    | 3     |
| Лондон 2012    | Зоряний    | 1     |